# Нервная система

Схема нервной системы человека (без черепных нервов)

Не́рвная систе́ма — целостная морфологическая и функциональная совокупность различных взаимосвязанных нервных структур, которая совместно с эндокринной системой обеспечивает взаимосвязанную регуляцию деятельности всех систем организма и реакцию на изменение условий внутренней и внешней среды. Нервная система действует как интегративная система, связывая в одно целое чувствительность, двигательную активность и работу других регуляторных систем (эндокринной и иммунной).

## Общая характеристика нервной системы
Всё разнообразие значений нервной системы вытекает из её свойств.
1. Возбудимость, раздражимость и проводимость характеризуются как функции времени, то есть это — процесс, возникающий от раздражения до проявления ответной деятельности органа. Согласно электрической теории распространения нервного импульса в нервном волокне, он распространяется за счёт перехода локальных очагов возбуждения на соседние неактивные области нервного волокна или процесса распространяющейся деполяризации потенциала действия, представляющего подобие электрического тока. В синапсах протекает другой — химический процесс, при котором развитие волны возбуждения-поляризации принадлежит медиатору ацетилхолину, то есть химической реакции.
2. Нервная система обладает свойством трансформации и генерации энергий внешней и внутренней среды и преобразования их в нервный процесс.
3. К особенно важному свойству нервной системы относится свойство мозга хранить информацию в процессе не только онто-, но и филогенеза.

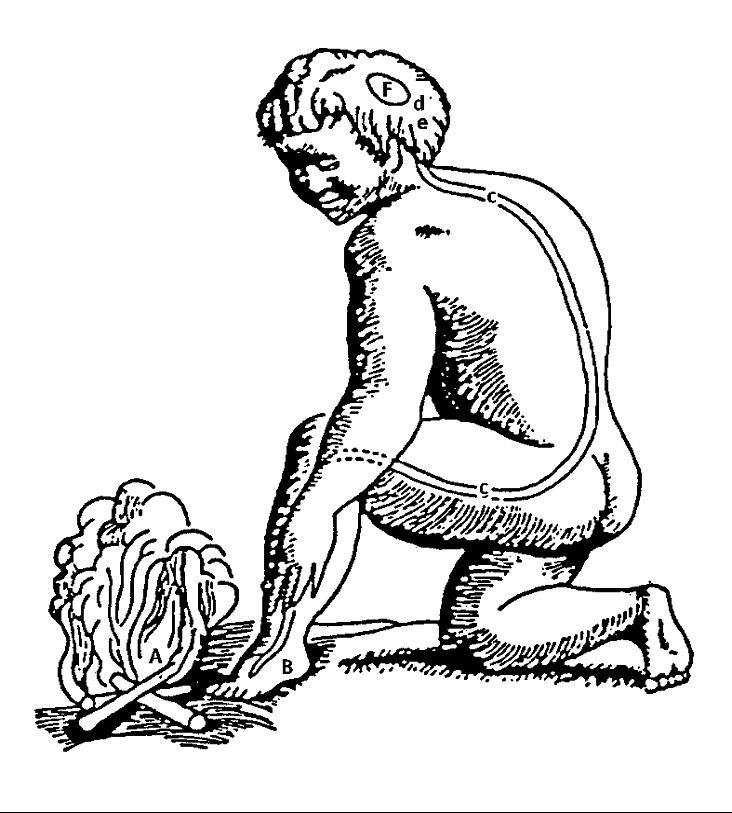
Декарт: «Раздражение ступни передаётся по нервам в мозг, взаимодействует там с духом и таким образом порождает ощущение боли».

### Нейроны
Нервная система состоит из нейронов, или нервных клеток и нейроглии, или нейроглиальных (или глиальных) клеток. Нейроны — это основные структурные и функциональные элементы как в центральной, так и периферической нервной системе. Нейроны — это возбудимые клетки, то есть они способны генерировать и передавать электрические импульсы (потенциалы действия). Нейроны имеют различную форму и размеры, формируют отростки двух типов: аксоны и дендриты. Дендритов может быть много, несколько, один или не быть вообще. Обычно у нейрона несколько коротких разветвлённых дендритов, по которым импульсы следуют к телу нейрона, и всегда один длинный аксон, по которому импульсы идут от тела нейрона к другим клеткам (нейронам, мышечным либо железистым клеткам). Нейроны, по форме и характеру отхождения от них отростков, бывают: униполярные (одноотростковые), биполярные (двуотростковые), псевдоуниполярные (ложноотростковые) и мультиполярные (многоотростковые).
По размерам нейроны бывают: мелкие (до 5 мкм), средние (до 30 мкм) и крупные (до 100 мкм). Длина отростков у нейронов различна: например, у одних длина отростков микроскопическая, а у других до 1,5 м. Так, например, нейрон находится в спинном мозге, а его отростки заканчиваются в пальцах рук или ног.
Передача нервного импульса (возбуждения), а также регуляция его интенсивности, с одного нейрона на другие клетки происходит посредством специализированных контактов — синапсов.

### Нейроглия
Глиальные клетки более многочисленны, чем нейроны и составляют по крайней мере половину объёма ЦНС, но в отличие от нейронов они не могут генерировать потенциалов действия. Нейроглиальные клетки различны по строению и происхождению, они выполняют вспомогательные функции в нервной системе, обеспечивая опорную, трофическую, секреторную, разграничительную и защитную функции.

## Сравнительная нейроанатомия

### Типы нервных систем
Существует несколько типов организации нервной системы, представленные у различных систематических групп животных.
- Диффузная нервная система — представлена у кишечнополостных. Нервные клетки образуют диффузное нервное сплетение в эктодерме по всему телу животного, и при сильном раздражении одной части сплетения возникает генерализованный ответ — реагирует все тело.
- Стволовая нервная система (ортогон) — некоторые нервные клетки собираются в нервные стволы, наряду с которыми сохраняется и диффузное подкожное сплетение. Такой тип нервной системы представлен у плоских червей и нематод (у последних диффузное сплетение сильно редуцировано), а также многих других групп первичноротых — например, гастротрих и головохоботных.
- Узловая нервная система, или сложная ганглионарная система — представлена у аннелид, членистоногих, моллюсков и других групп беспозвоночных. Большая часть клеток центральной нервной системы собраны в нервные узлы — ганглии. У многих животных клетки в них специализированы и обслуживают отдельные органы. У некоторых моллюсков (например, головоногих) и членистоногих возникает сложное объединение специализированных ганглиев с развитыми связями между ними — единый головной мозг или головогрудная нервная масса (у пауков). У насекомых особенно сложное строение имеют некоторые отделы протоцеребрума («грибовидные тела»).
- Трубчатая нервная система (нервная трубка) характерна для хордовых.

### Нервная система различных животных

#### Нервная системакнидарийигребневиков
Наиболее примитивными животными, у которых есть нервная система, считаются книдарии. У полипов она представляет собой примитивную субэпителиальную нервную сеть (нервный плексус), оплетающую всё тело животного и состоящую из нейронов разного типа (чувствительных и ганглиозных клеток), соединённых друг с другом отростками (диффузная нервная система), особенно плотные их сплетения образуются на оральном и аборальном полюсах тела. Раздражение вызывает быстрое проведение возбуждения по телу гидры и приводит к сокращению всего тела, в связи с сокращением эпителиально-мускульных клеток эктодермы и одновременно их расслаблением в энтодерме. Медузы устроены сложнее полипов, в их нервной системе начинает обособляться центральный отдел. Помимо подкожного нервного сплетения у них имеются ганглии по краю зонтика, соединённые отростками нервных клеток в нервное кольцо, от которого иннервируются мышечные волокна паруса и ропалии — структуры, содержащие различные органы чувств (диффузно-узловая нервная система). Бо́льшая централизация наблюдается у сцифомедуз и особенно кубомедуз; 8 ганглиев, соответствующие 8 ропалиям, достигают достаточно крупных размеров.
Нервная система гребневиков включает субэпителиальное нервное сплетение со сгущениями вдоль рядов гребных пластинок, которые сходятся к основанию сложно устроенного аборального органа чувств. У некоторых гребневиков описаны находящиеся рядом с ним нервные ганглии.

#### Нервная системапервичноротых
Плоские черви имеют уже подразделённую на центральный и периферический отделы нервную систему. В целом нервная система напоминает правильную решётку — такой тип строения был назван ортогоном. Она состоит из мозгового ганглия, у многих групп окружающего статоцист (эндонного мозга), который соединен с нервными стволами ортогона, идущими вдоль тела и соединённые кольцевыми поперечными перемычками (комиссурами). Нервные стволы состоят из нервных волокон, отходящих от рассеянных по их ходу нервных клеток. У некоторых групп нервная система довольно примитивна и близка к диффузной. Среди плоских червей наблюдаются следующие тенденции: упорядочивание подкожного сплетения с обособлением стволов и комиссур, увеличение размеров мозгового ганглия, который превращается в центральный аппарат управления, погружение нервной системы в толщу тела; и, наконец, уменьшение числа нервных стволов (у некоторых групп сохраняются лишь два брюшных (боковых) ствола).
У немертин центральная часть нервной системы представлена парой соединённых двойных ганглиев, расположенных над и под влагалищем хоботка, соединённых комиссурами и достигающих значительного размера. От ганглиев идут назад нервные стволы, обычно их пара и расположены они по бокам тела. Они также соединены комиссурами, расположены они в кожно-мускульном мешке или в паренхиме. От головного узла отходят многочисленные нервы, наиболее сильно развиты спинной нерв (часто двойной), брюшной и глоточный.
У брюхоресничных червей имеется надглоточный ганглий, окологлоточное нервное кольцо и два поверхностных боковых продольных ствола, соединённых комиссурами.
У нематод имеется окологлоточное нервное кольцо, вперёд и назад от которого отходят по 6 нервных стволов, наиболее крупные — брюшной и спинной стволы — тянутся вдоль соответствующих гиподермальных валиков. Между собой нервные стволы связаны полукольцевыми перемычками, иннервируют они соответственно мышцы брюшных и спинных боковых лент. Нервная система нематоды Caenorhabditis elegans была закартирована на клеточном уровне. Каждый нейрон был зарегистрирован, прослежено его происхождение и большинство, если не все, нейронные связи известны. У этого вида нервная система обладает половым диморфизмом: мужская и гермафродитная нервная система имеют разное количество нейронов и групп нейронов, чтобы выполнять полоспецифические функции.
У киноринх нервная система состоит из окологлоточного нервного кольца и вентрального (брюшного) ствола, на котором, в соответствии с присущей им сегментацией тела, группами расположены ганглионарные клетки.
Схоже устроена нервная система волосатиков и приапулид, но их вентральный нервный ствол лишен утолщений.
У коловраток имеется крупный надглоточный ганглий, от которого отходят нервы, особенно крупные — два нерва, идущие через всё тело по бокам кишечника. Более мелкие ганглии лежат в ноге (педальный ганглий) и рядом с жевательным желудком (ганглий мастакса).
У скребней нервная система очень проста: внутри влагалища хоботка имеется непарный ганглий, от которого отходят тонкие веточки вперёд к хоботку и два более толстых боковых ствола назад, они выходят из влагалища хоботка, пересекают полость тела, а затем по её стенкам идут назад.
У кольчатых червей имеется парный надглоточный нервный узел, окологлоточными коннективами (коннективы в отличие от комиссур соединяют разноимённые ганглии) соединённый с брюшной частью нервной системы. У примитивных полихет она состоит из двух продольных нервных тяжей, в которых располагаются нервные клетки. У более высокоорганизованных форм они образуют парные ганглии в каждом сегменте тела (нервная лестница), а нервные стволы сближаются. У большинства же полихет парные ганглии сливаются (брюшная нервная цепочка), у части сливаются и их коннективы. От ганглиев отходят многочисленные нервы к органам своего сегмента. В ряду полихет происходит погружение нервной системы из-под эпителия в толщу мышц или даже под кожно-мускульный мешок. Ганглии разных сегментов могут концентрироваться, если сливаются их сегменты. Аналогичные тенденции наблюдаются и у олигохет. У пиявок нервная цепочка, лежащая в брюшном лакунарном канале, состоит из 20 или более ганглиев, причём в один объединяются первые 4 ганглия (подглоточный нервный узел) и последние 7.
У эхиурид нервная система развита слабо — окологлоточное нервное кольцо соединено с брюшным стволом, но нервные клетки рассеяны по ним равномерно и нигде не образуют узлов.
У сипункулид имеется надглоточный нервный ганглий, окологлоточное нервное кольцо и лишённый нервных узлов брюшной ствол, лежащий на внутренней стороне полости тела.
Тихоходки имеют надглоточный ганглий, окологлоточные коннективы и брюшную цепочку с 5 парными ганглиями.
Онихофоры имеют примитивную нервную систему. Мозг состоит из трёх отделов: протоцеребрум иннервирует глаза, дейтоцеребрум — антенны, а тритоцеребрум — переднюю кишку. От окологлоточных коннектив отходят нервы к челюстям и ротовым сосочкам, а сами коннективы переходят в далёкие друг от друга брюшные стволы, равномерно покрытые нервными клетками и соединённые тонкими комиссурами.

#### Нервная система членистоногих
У членистоногих нервная система слагается из парного надглоточного узла, состоящего из нескольких соединённых нервных узлов (головной мозг), окологлоточных коннектив и брюшной нервной цепочки, состоящей из двух параллельных стволов. У большинства групп головной мозг делится на три отдела — прото-, дейто- и тритоцеребрум. Каждый сегмент тела имеет по паре нервных ганглиев, но часто наблюдается слияние ганглиев с образованием крупных нервных центров; например, подглоточный нервный узел состоит из нескольких пар сросшихся ганглиев — он контролирует слюнные железы и некоторые мышцы пищевода.
В ряду ракообразных в целом наблюдаются те же тенденции, что и у кольчатых червей: сближение пары брюшных нервных стволов, слияние парных узлов одного сегмента тела (то есть образование брюшной нервной цепочки), слияние её узлов в продольном направлении по мере объединения сегментов тела. Так, у крабов имеется лишь две нервные массы — головной мозг и нервная масса в груди, а у веслоногих и ракушковых раков образуется единственное компактное образование, пронизанное каналом пищеварительной системы. Головной мозг раков состоит из парных долей — протоцеребрума, от которого отходят зрительные нервы, имеющие ганглиозные скопления нервных клеток, и дейтоцеребрума, иннервирующего антенны I. Обычно добавляется и тритоцеребрум, образованный слившимися узлами сегмента антенн II, нервы к которым обычно отходят от окологлоточных коннективов. У ракообразных имеется развитая симпатическая нервная система, состоящая из мозгового отдела и непарного симпатического нерва, имеющего несколько ганглиев и иннервирующего кишечник. Важную роль в физиологии раков играют нейросекреторные клетки, расположенные в различных частях нервной системы и выделяющие нейрогормоны.
Головной мозг многоножек имеет сложное строение, образован, скорее всего, многими ганглиями. Подглоточный ганглий иннервирует все ротовые конечности, от него начинается длинный парный продольный нервный ствол, на котором в каждом сегменте приходится по одному парному ганглию (у двупарноногих многоножек в каждом сегменте, начиная с пятого, по две пары ганглиев, расположенных одна за другой).
Нервная система насекомых, также состоящая из головного мозга и брюшной нервной цепочки, может достигать значительного развития и специализации отдельных элементов. Головной мозг состоит из трёх типичных отделов, каждый из которых состоит из нескольких ганглиев, разделённых прослойками нервных волокон. Важным ассоциативным центром являются «грибовидные тела» протоцеребрума. Особенно развитый мозг у общественных насекомых (муравьёв, пчёл, термитов). Брюшная нервная цепочка состоит из подглоточного нервного узла, иннервирующего ротовые конечности, трёх крупных грудных узлов и брюшных узлов (не более 11). У большинства видов не встречается во взрослом состоянии более 8 ганглиев, у многих и они сливаются, давая крупные ганглиозные массы. Может доходить до образования только одной ганглиозной массы в груди, иннервирующей и грудь, и брюшко насекомого (например, у некоторых мух). В онтогенезе зачастую происходит объединение ганглиев. От головного мозга отходят симпатические нервы. Практически во всех отделах нервной системы имеются нейросекреторные клетки.
У мечехвостов головной мозг внешне не расчленён, но имеет сложное гистологическое строение. Утолщённые окологлоточные коннективы иннервируют хелицеры, все конечности головогруди и жаберные крышки. Брюшная нервная цепочка состоит из 6 ганглиев, задний образован слиянием нескольких. Нервы брюшных конечностей соединены продольными боковыми стволами.
Нервная система паукообразных имеет чёткую тенденцию к концентрации. Головной мозг состоит только из протоцеребрума и тритоцеребрума в связи с отсутствием структур, которые иннервирует дейтоцеребрум. Метамерность брюшной нервной цепочки яснее всего сохраняется у скорпионов — у них большая ганглиозная масса в груди и 7 ганглиев в брюшке, у сольпуг их только 1, а у пауков все ганглии слились в головогрудную нервную массу; у сенокосцев и клещей нет разграничения между нею и головным мозгом.
Морские пауки, как и все хелицеровые, не имеют дейтоцеребрума. Брюшная нервная цепочка у разных видов содержит от 4—5 ганглиев до одной сплошной ганглиозной массы.

##### Нервная система моллюсков
У примитивных моллюсков хитонов нервная система состоит из окологлоточного кольца (иннервирует голову) и 4 продольных стволов — двух педальных (иннервируют «ногу»), которые связаны без особого порядка многочисленными комиссурами, и двух плевровисцеральных, которые расположены кнаружи и выше педальных (иннервируют внутренностный мешок, над порошицей соединяются). Педальный и плевровисцеральный стволы одной стороны также связаны множеством перемычек.
Схоже устроена нервная система моноплакофор, но педальные стволы соединяются у них только одной перемычкой.
У более развитых форм образуется в результате концентрации нервных клеток несколько пар ганглиев, которые смещаются к переднему концу тела, причём наибольшее развитие получает надглоточный узел (головной мозг).

#### Нервная системав кладе щупальцевых
У форонид имеются примитивные подкожные сплетения диффузного типа, и только в переднем конце тела, между ротовым и анальным отверстиями, они уплотняются в примитивный «ганглий». В отличие от других щупальцевых, примитивность нервной системы форонод не является результатом дегенерации, а первична.
У мшанок в связи с сидячим образом жизни нервная система сильно упрощена: в переднем конце тела, между ротовым и анальным отверстиями, расположен «ганглий», от которого отходят нервы к щупальцам и всем органам мшанки; общий нервной системы у колонии нет. Органом чувств является лофофор.
У плеченогих нервная система упрощена в связи с сидячим образом жизни. Она состоит из окологлоточного нервного кольца, с отходящими от него в мантию и лофофор нервными стволами. На переднем краю мантии у некоторых видов имеются пигментированные участки, реагирующие на свет; также, краевые реснички мантии чувствительны к прикосновению. Любопытно, что личинки брахиопод имеют глазки и статоцисты, утрачиваемые в процессе развития при переходе к сидячему образу жизни.

#### Нервная системавторичноротых

##### Нервная системаиглокожих
Нервная система иглокожих примитивна, состоит из трёх отдельных подсистем, построенных, как и тело иглокожих, по радиальному плану: нервное кольцо и радиальные нервные тяжи. В оральной стенке тела лежат две нервные системы — чувствительная и двигательная. В аборальной стенке тела — только двигательная. Органы чувств иглокожих достаточно разнообразны, но примитивны по строению. Они диффузно распределены по телу в виде различных чувствительных клеток (функции осязания, химического чувства, зрения). Светочувствительные клетки могут быть собраны в глазках. У морских звёзд глазки расположены на концах лучей, а у морских ежей — вокруг анального отверстия.

##### Нервная системаоболочников
В личиночном — свободноплавающем — состоянии обладают развитой нервной системой — нервная трубка с выраженным головным и спинным мозгом, парой глаз и статоцистом; но с переходом в взрослую стадию, в связи с, как правило, неподвижным образом жизни последней, нервная система значительно редуцируется: например, до единственного примитивного ганглия (без внутренней полости) — у асцидий. Степень редукции пропорциональна уровню неподвижности взрослой особи: наибольшая у сидячих асцидий, менее выражена у подвижных сальп, редукции не происходит только у аппендикулярий, которые ведут активный свободноплавающий образ жизни, близкий к таковому личинки.

#### Нервная система позвоночных
Нервная система позвоночных животных часто делится на центральную нервную систему (ЦНС) и периферическую нервную систему (ПНС) . ЦНС состоит из головного и спинного мозга. ПНС состоит из других нервов и нейронов, которые не лежат в пределах ЦНС. Преобладающее большинство нервов (которые фактически являются аксонами нейронов) принадлежит ПНС. Периферическая нервная система делится на соматическую нервную систему и вегетативную нервную систему.
Соматическая нервная система отвечает за координацию движения тела, а также за получение и передачу внешних стимулов . Эта система регулирует действия, которые находятся под сознательным контролем.
Вегетативная нервная система делится на парасимпатическую и симпатическую части. Симпатическая нервная система отвечает за реакции на опасности или стресс, и, среди многих физиологических изменений, может вызвать увеличение сердечного ритма и кровяного давления и возбуждения органов чувств благодаря увеличению адреналина в крови. Парасимпатическая нервная система, с другой стороны, отвечает за состояние отдыха, и обеспечивает сокращение зрачка, замедление сердца, расширение кровеносных сосудов и стимулирования пищеварительных и мочеполовых систем .

#### Нервная система млекопитающих
Нервная система функционирует как единое целое с органами чувств, например глазами, и управляется у млекопитающих головным мозгом. Самая крупная часть последнего называется большими полушариями (в затылочной области черепа находятся два более мелких полушария мозжечка) . Головной мозг соединяется со спинным. У всех млекопитающих, за исключением однопроходных и сумчатых, в отличие от других позвоночных правое и левое большие полушария соединены между собой компактным пучком нервных волокон, называемым мозолистым телом. В мозгу однопроходных и сумчатых мозолистого тела нет, но соответствующие области полушарий тоже соединяются нервными пучками; например, передняя комиссура связывает друг с другом правую и левую обонятельные области. Спинной мозг — основной нервный ствол тела — проходит через канал, образованный отверстиями позвонков, и тянется от головного мозга до поясничного или крестцового отдела позвоночника, в зависимости от вида животного. С каждой стороны спинного мозга симметрично отходят нервы к различным частям тела.
Осязание в общих чертах обеспечивается определёнными нервными волокнами, бесчисленные окончания которых находятся в коже. Эта система обычно дополняется волосками, действующими, как рычаги, для нажатия на пронизанные нервами участки.

##### Морфологическое деление
Нервная система млекопитающих и человека по морфологическим признакам подразделяется на центральную (головной и спинной мозг) и периферическую (слагается отходящими от головного и спинного мозга нервами).
Состав центральной нервной системы можно представить следующим образом:
| Головной мозг | Передний мозг | Конечный мозг      | Обонятельный мозг, Базальные ганглии, Кора больших полушарий, Боковые желудочки | Обонятельный мозг, Базальные ганглии, Кора больших полушарий, Боковые желудочки |
| Головной мозг | Передний мозг | Промежуточный мозг | Эпиталамус, Таламус, Гипоталамус, Третий желудочек Метаталамус                  | Эпиталамус, Таламус, Гипоталамус, Третий желудочек Метаталамус                  |
| Головной мозг | Ствол мозга   | Средний мозг       | Четверохолмие, Ножки мозга, Сильвиев водопровод                                 | Четверохолмие, Ножки мозга, Сильвиев водопровод                                 |
| Головной мозг | Ствол мозга   | Ромбовидный мозг   | Задний мозг                                                                     | Варолиев мост, Мозжечок                                                         |
| Головной мозг | Ствол мозга   | Ромбовидный мозг   | Продолговатый мозг                                                              |                                                                                 |
| Спинной мозг  |               |                    |                                                                                 |                                                                                 |

К периферической нервной системе относят черепные нервы, спинномозговые нервы и нервные сплетения

##### Функциональное деление
- Соматическая (анимальная) нервная система
- Автономная (вегетативная) нервная система
  - Симпатический отдел вегетативной нервной системы
  - Парасимпатический отдел вегетативной нервной системы
  - Метасимпатический отдел вегетативной нервной системы (энтеральная нервная система)

### Онтогенез

#### Модели
В настоящий момент нет единого положения о развитии нервной системы в онтогенезе. Основная проблема заключается в оценке уровня детерминированности (предопределения) в развитии тканей из зародышевых клеток. Наиболее перспективными моделями являются мозаичная модель и регуляционная модель. Ни та, ни другая не может в полной мере объяснить развитие нервной системы.
- Мозаичная модель предполагает полное детерминирование судьбы отдельной клетки на протяжении всего онтогенеза.
- Регуляционная модель предполагает случайное и изменяемое развитие отдельных клеток, при детерминированности только нейрального направления (то есть любая клетка определённой группы клеток может стать какой угодно в пределах возможности развития для этой группы клеток).

Для беспозвоночных мозаичная модель практически безупречна — степень детерминации их бластомеров очень высока. Но для позвоночных все гораздо сложнее. Некая роль детерминации и здесь несомненна. Уже на шестнадцатиклеточной стадии развития бластулы позвоночных можно с достаточной долей уверенности сказать, какой бластомер не является предшественником определённого органа.
Маркус Джакобсон в 1985 году ввел клональную модель развития головного мозга (близка к регуляционной). Он предположил, что детерминирована судьба отдельных групп клеток, представляющих собой потомство отдельного бластомера, то есть, «клонов» этого бластомера. Муди и Такасаки (независимо) развили эту модель в 1987. Построена карта 32-клеточной стадии развития бластулы. Например, установлено, что потомки бластомера D2 (вегетативный полюс) всегда встречаются в продолговатом мозге. С другой стороны, потомки почти всех бластомеров анимального полюса не имеют выраженной детерминации. У разных организмов одного вида они могут встречаться или не встречаться в определённых отделах головного мозга.

##### Регуляционные механизмы
Выяснено, что развитие каждого бластомера зависит от наличия и концентрации специфических веществ — паракринных факторов, которые выделяются другими бластомерами. Например в опыте in vitro с апикальной частью бластулы оказалось, что в отсутствие активина (паракринного фактора вегетативного полюса) клетки развиваются в обычный эпидермис, а при его наличии, в зависимости от концентрации, по возрастанию её: клетки мезенхимы, гладкомышечные, клетки хорды или клетки сердечной мышцы.
Все вещества, определяющие поведение и судьбу клеток, их воспринимающих, в зависимости от дозы (концентрации) вещества в данном участке многоклеточного зародыша, называются морфогенами.
Одни клетки секретируют во внеклеточное пространство растворимые активные молекулы (морфогены), убывающие от своего источника по градиенту концентрации.
Та группа клеток, чьё расположение и назначение задано в пределах одних и тех же границ (с помощью морфогенов), называется морфогенетическим полем. Судьба самого морфогенетического поля жестко определена. Каждое конкретное морфогенетическое поле отвечает за образование конкретного органа, даже если эту группу клеток трансплантировать в различные части зародыша. Судьбы же отдельных клеток внутри поля зафиксированы не столь жестко, так что они могут в известных пределах менять назначение, восполняя функции утраченных полем клеток. Концепция морфогенетического поля является более общим понятием, по отношению к нервной системе она отвечает регуляторной модели.
С понятиями морфоген и морфогенетическое поле тесно связано понятие эмбриональной индукции. Это явление, также общее для всех систем организма, впервые было показано на развитии нервной трубки.

##### Развитие нервной системы позвоночных
Нервная система образуется из эктодермы — наружного из трёх зародышевых листков. Между клетками мезодермы и эктодермы начинается паракринное взаимодействие, то есть в мезодерме вырабатывается специальное вещество — фактор роста нейронов, — которое передаётся в эктодерму. Под влиянием фактора роста нейронов часть эктодермальных клеток превращается в нейроэпиталиальные клетки, причём образование нейроэпителиальных клеток происходит очень быстро: со скоростью 250 тысяч штук в минуту. Этот процесс называется нейрональной индукцией (частный случай эмбриональной индукции).
В результате образуется нервная пластинка, которая состоит из одинаковых клеток. Из неё образуются нервные валики, а из них — нервная трубка, которая обособляется от эктодермы (конкретно за образование нервной трубки и нервного гребня отвечает смена типов кадгеринов, молекул клеточной адгезии), уходя под неё. Механизм нейруляции несколько различается у низших и высших позвоночных. Замыкается нервная трубка не одновременно по всей длине. Прежде всего замыкание происходит в средней части, затем этот процесс распространяется к заднему и переднему её концам. На концах трубки сохраняется два незамкнутых участка — передний и задний нейропоры.
Затем происходит процесс дифференциации нейроэпителиальных клеток на глиобласты и нейробласты. Глиобласты дают начало астроцитам, олигодендроцитам и эпиндимным клеткам. Нейробласты становятся нейронами. Далее происходит процесс миграции: нейроны перемещаются туда, где они будут выполнять свою функцию. За счёт конуса роста нейрон ползет, подобно амёбе, а путь ему указывают отростки глиальных клеток. Следующий этап — агрегация: слипание однотипных нейронов, например, участвующих в образовании мозжечка, таламуса и пр. Нейроны узнают друг друга благодаря поверхностным лигандам — специальным молекулам, имеющимся на их мембранах. Объединившись, нейроны выстраиваются в необходимом для данной структуры порядке.
После этого идёт созревание нервной системы. Из конуса роста нейрона вырастает аксон, от тела отрастают дендриты.
Затем происходит фасцикуляция — объединение однотипных аксонов (образование нервов).
Последний этап — запрограммированная гибель тех нервных клеток, в которых произошёл сбой за время формирования нервной системы (около 8 % клеток посылают свой аксон не туда, куда нужно).

## Нейронауки
Современная наука о нервной системе объединяет многие научные дисциплины: наряду с классическими нейроанатомией, неврологией и нейрофизиологией, важный вклад в изучение нервной системы вносят молекулярная биология и генетика, химия, кибернетика и ряд других наук. Такой междисциплинарный подход к изучению нервной системы нашёл отражение в термине — нейронаука (neuroscience). В русскоязычной научной литературе в качестве синонима часто используется термин «нейробиология». Одной из основных целей нейронауки является понимание процессов, происходящих как на уровне отдельных нейронов, так и нейронных сетей, итогом которых являются различные психические процессы: мышление, эмоции, сознание.
В соответствии с этой задачей изучение нервной системы ведется на разных уровнях организации, начиная с молекулярного и заканчивая изучением сознания, творческих способностей и социального поведения.

### Профессиональные сообщества и журналы
Общество нейронаук (SfN, the Society for Neuroscience) — крупнейшая некоммерческая международная организация, объединяющая более 38 тыс. учёных и врачей, занимающихся изучением мозга и нервной системы. Общество было основано в 1969 году, штаб-квартира находится в Вашингтоне. Основной его целью является обмен научной информацией между учёными. С этой целью ежегодно проводится международная конференция в различных городах США и издается Журнал нейронаук (The Journal of Neuroscience). Общество ведет просветительскую и образовательную работу.
Федерация европейских обществ нейронаук (FENS, the Federation of European Neuroscience Societies) объединяет большое количество профессиональных обществ из европейских стран, в том числе и из России. Федерация была основана в 1998 году и является партнером американского общества нейронаук (SfN). Федерация проводит международную конференцию в разных европейских городах раз в 2 года и выпускает Европейский журнал нейронаук (European Journal of Neuroscience).

## Интересные факты
- Американка Хэрриет Коул (1853—1888) умерла в возрасте 35 лет от туберкулёза и завещала своё тело науке. Тогда патологоанатом Руфус Б. Уивер из медицинского колледжа Ханеманна в Филадельфии потратил 5 месяцев на то, чтобы аккуратно извлечь, разложить и закрепить нервы Хэрриет. Ему удалось даже сохранить глазные яблоки, оставшиеся прикреплёнными к глазным нервам[11].